# Roquefort-sur-Garonne
Roquefort-sur-Garonne település Franciaországban, Haute-Garonne megyében. Lakosainak száma 799 fő (2022. január 1.). Roquefort-sur-Garonne Martres-Tolosane, Ausseing, Belbèze-en-Comminges, Boussens, Cassagne, Mancioux, Mauran, Mazères-sur-Salat, Montclar-de-Comminges és Saint-Martory községekkel határos.

## Népesség
A település népessége az elmúlt években az alábbi módon változott:
| Lakosok száma | 988  | 810  | 806  | 761  | 794  | 803  | 794  | 794  | 794  | 799  |
|               | 1968 | 1982 | 1990 | 2006 | 2013 | 2015 | 2017 | 2019 | 2020 | 2022 |